# Kazuki Kotera
Kazuki Kotera (japanisch 小寺 一生 Kotera Kazuki; * 10. Juli 1983 in der Präfektur Shiga) ist ein ehemaliger japanischer Fußballspieler.

## Karriere
Kotera erlernte das Fußballspielen in der Schulmannschaft der Yasu High School und der Universitätsmannschaft der Kinki-Universität. Seinen ersten Vertrag unterschrieb er 2006 bei Sagawa Printing. Der Verein spielte in der dritthöchsten Liga des Landes, der Japan Football League. Für den Verein absolvierte er 13 Ligaspiele. 2008 wechselte er zu Okinawa Kariyushi FC. Für den Verein absolvierte er 32 Ligaspiele. 2010 wechselte er zum Drittligisten FC Ryūkyū. Am Ende der Saison 2013 stieg der Verein in die J3 League auf. Für den Verein absolvierte er 117 Ligaspiele. Ende 2014 beendete er seine Karriere als Fußballspieler.